# 堀末治
堀 末治（ほり すえじ、1886年（明治19年）9月9日 - 1976年（昭和51年）10月16日）は、大正から昭和期の実業家、政治家。参議院議員（3期）。

## 経歴
北海道岩内郡、のちの岩内町で生まれる。北海道庁立小樽中学校（現北海道小樽潮陵高等学校）を卒業した。
小樽市の醸造業者で経験を積んだ。1924年（大正13年）不況のため経営不振となった北海道内4酒造業者を救済する合併事業に参画し、合同酒精が設立され専務に就任。1945年（昭和20年）同社長となる。1946年（昭和21年）旭川商工会議所会頭に就任した。
1947年（昭和22年）4月、第1回参議院議員通常選挙で北海道地方区から出馬して当選。以後、第3回、第5回通常選挙でも当選し、参議院議員を連続3期務めた。1965年（昭和40年）7月、第7回通常選挙に出馬せず引退した。この間、第3次吉田内閣地方財政政務次官、参議院文部委員長、同運輸委員長、同農林水産委員長、同エネルギー対策特別委員長、同石炭対策特別委員長、同公職選挙法改正に関する特別委員長、参議院自由党副会長、自由民主党全国組織委員会副委員長、同党総務、北海道総合開発審議会委員などを務めた。商工会議所法の制定に尽力した。
その他、日本商工会議所理事、合同酒精相談役、北海道銀行取締役などを務めた。
1957年（昭和32年）春の褒章で酒造業に携わり技術改良に努めて会社を発展させようとしたことや業界団体役員に就いて振興に寄与したとして藍綬褒章受章。
1965年（昭和40年）春の叙勲で勲二等旭日重光章。
1976年（昭和51年）10月16日死去、90歳。死没日をもって正四位に叙される。